# Stanisław Michalkiewicz (historyk)
Stanisław Michalkiewicz (ur. 4 marca 1925 w Koprach, gmina Wędziagoła, Kowieńszczyzna, zm. 7 grudnia 1985 w Katowicach) – historyk polski, profesor Uniwersytetu Śląskiego.

## Życiorys
Uczęszczał do Gimnazjum Polskiego im. Adama Mickiewicza w Kownie, następnie (po likwidacji tej szkoły w 1939) do IV Gimnazjum Państwowego tamże. Naukę przerwał po wkroczeniu wojsk niemieckich i kilka kolejnych lat spędził w rodzinnych Koprach, unikając grożącej deportacji. W czerwcu 1945 złożył egzamin dojrzałości. W tymże roku przeniósł się w charakterze repatrianta do Wrocławia, niebawem podejmując studia historyczne na Uniwersytecie, które łączył z pracą w szkołach i Archiwum Państwowym. Pracę magisterską pt. Bunty chłopskie na Śląsku w okresie feudalnym przygotował pod kierunkiem profesora Stefana Inglota.
Po uzyskaniu dyplomu uniwersyteckiego został zatrudniony w Katedrze Historii Społeczno-Gospodarczej na Wydziale Humanistycznym macierzystej uczelni, skąd w 1953 przeszedł do Zakładu Historii Śląska Instytutu Historii Polskiej Akademii Nauk we Wrocławiu. Kontynuując w tym czasie współpracę ze Stefanem Inglotem, Michalkiewicz zajmował się problematyką ludności wiejskiej oraz gospodarki wielkiej własności ziemskiej Śląska od XVIII do XX wieku oraz przygotował rozprawę doktorską Stosunki społeczno-gospodarcze w dobrach Hochbergów w drugiej połowie XVIII w. Od lat 60. zainteresowania naukowe Michalkiewicza skupiły się na dziejach przemysłowych Śląska (szczególnie górnictwa węglowego) oraz miejscowej klasy robotniczej. Tematyce tej poświęcił też przygotowaną w 1965 pracę habilitacyjną Górnictwo węglowe i położenie załóg kopalnianych w Zagłębiu Wałbrzysko-Noworudzkim w pierwszej połowie XIX w. Postulował włączenie problematyki dziejów klasy robotniczej Śląska do ujęć ogólnopolskich, poruszając interesujące go zagadnienie m.in. w opracowaniach Historia Śląska (tom II część 1 i III, część 1 i 2), Historia polskiego ruchu robotniczego (tom 1), Polska klasa robotnicza. Zarys dziejów (część 1 i 3).
Od 1965 był kierownikiem Zakładu Historii Śląska Instytutu Historii PAN we Wrocławiu, a od 1972 koordynował całokształt badań śląskoznawczych w polskich wyższych uczelniach. Od 1973 był profesorem nadzwyczajnym, od 1975 wicedyrektorem Instytutu Historii Uniwersytetu Wrocławskiego. W 1977 objął funkcję kierownika Zakładu Metodologii i Dydaktyki Historii Uniwersytetu Śląskiego w Katowicach, gdzie niebawem został dyrektorem Instytutu Historii. W 1985, kilka miesięcy przed śmiercią, otrzymał z nadania Rady Państwa tytuł profesora zwyczajnego.
W 1984 opublikował monografię Przemysł i robotnicy na Śląsku do 1914 r., w której potraktował Śląsk jako całość przy zarysie dziejów przemysłu i robotników, co było w polskiej historiografii tego regionu ujęciem nowatorskim. Z innych prac Michalkiewicza wymienić można Gospodarkę magnacką na Śląsku w drugiej połowie XVIII wieku na przykładzie majątku Książ (1969); łącznie ogłosił przeszło 200 pozycji. Pod jego kierunkiem około 80 osób obroniło dyplomy magisterskie, a 10 historyków uzyskało doktoraty.
Zmarł nagle 7 grudnia 1985 w Katowicach.

## Nagrody
- Nagroda zespołowa „Trybuny Ludu” (pośmiertnie, 1986) za I tom książki "Historia polskiego ruchu robotniczego do 1880 roku"[5]